# Парковка в Москве

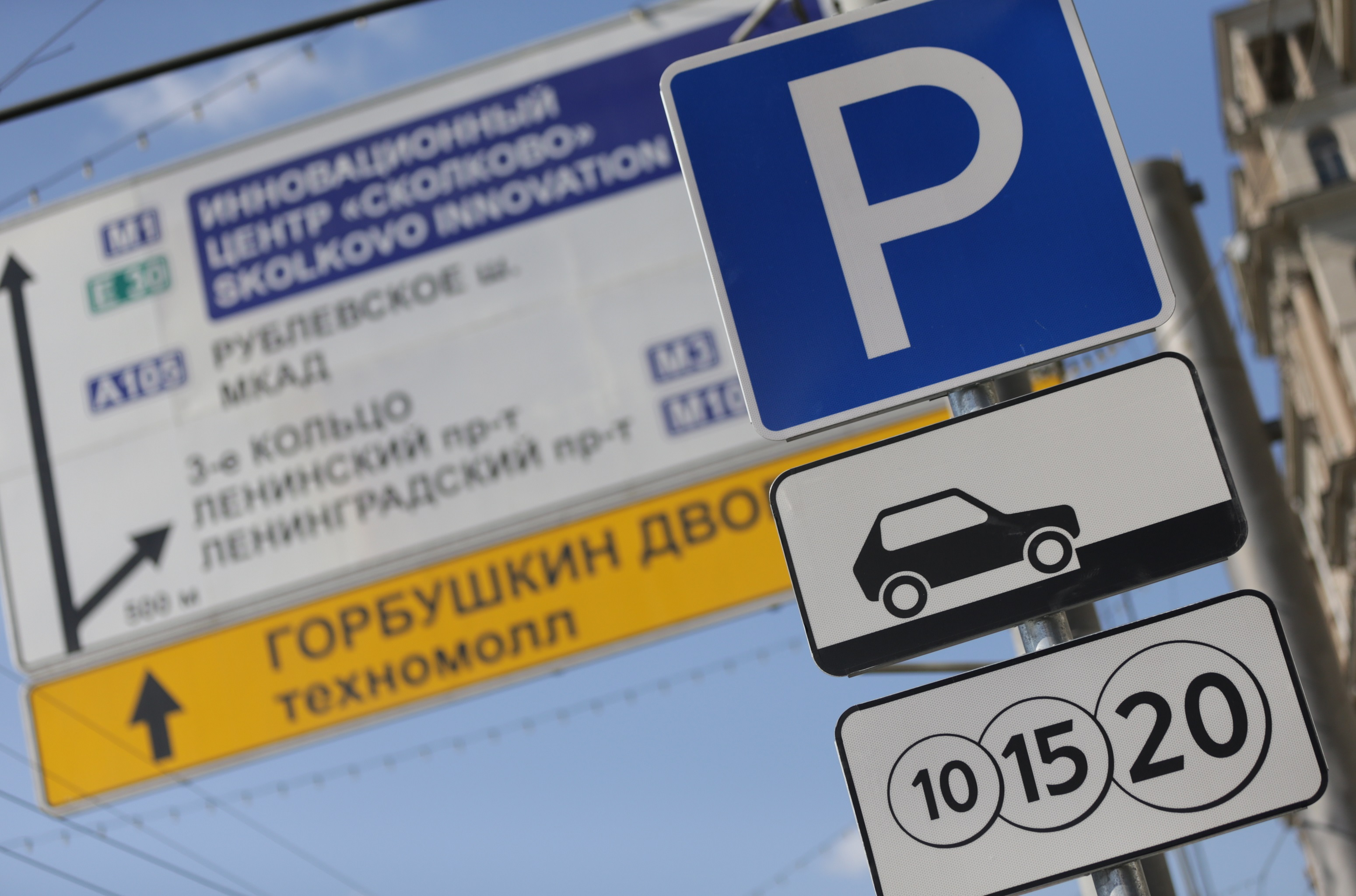
Знак платной парковки в Москве.

На 2025 год парковка на большей части улично-дорожной сети в Москве является платной. В 2013 году в городе Москве была введена платная парковка, зона действия которой в последующие годы постоянно расширялась. В настоящее время зона платной парковки действует в пределах МКАД и частично за его пределами.
Администратором городской системы платных парковок является ГКУ «Администратор Московского парковочного пространства» (ГКУ «АМПП»), созданное в ноябре 2012 года. Первым генеральным директором ГКУ «АМПП» и разработчиком концепции платного парковочного пространства Москвы считается Мариничев Сергей Владимирович. Данная организация занимается планированием и организацией парковочного пространства, а также контролем за соблюдением правил платных парковок в Москве, в том числе выписыванием штрафов за нарушение правил оплаты парковки, системой оплаты парковок. Также ГКУ «АМПП» является оператором городских эвакуаторов в характерной «зеленой» расцветке, при этом решение о перемещении неправильно припаркованных автомобилей принимают должностные лица — инспекторы ГИБДД или МАДИ. Обустройством парковочной инфраструктуры (организацией парковочных мест, наличием знаков платной парковки и информационных щитов) занимается ГКУ «Центр организации дорожного движения».

## История

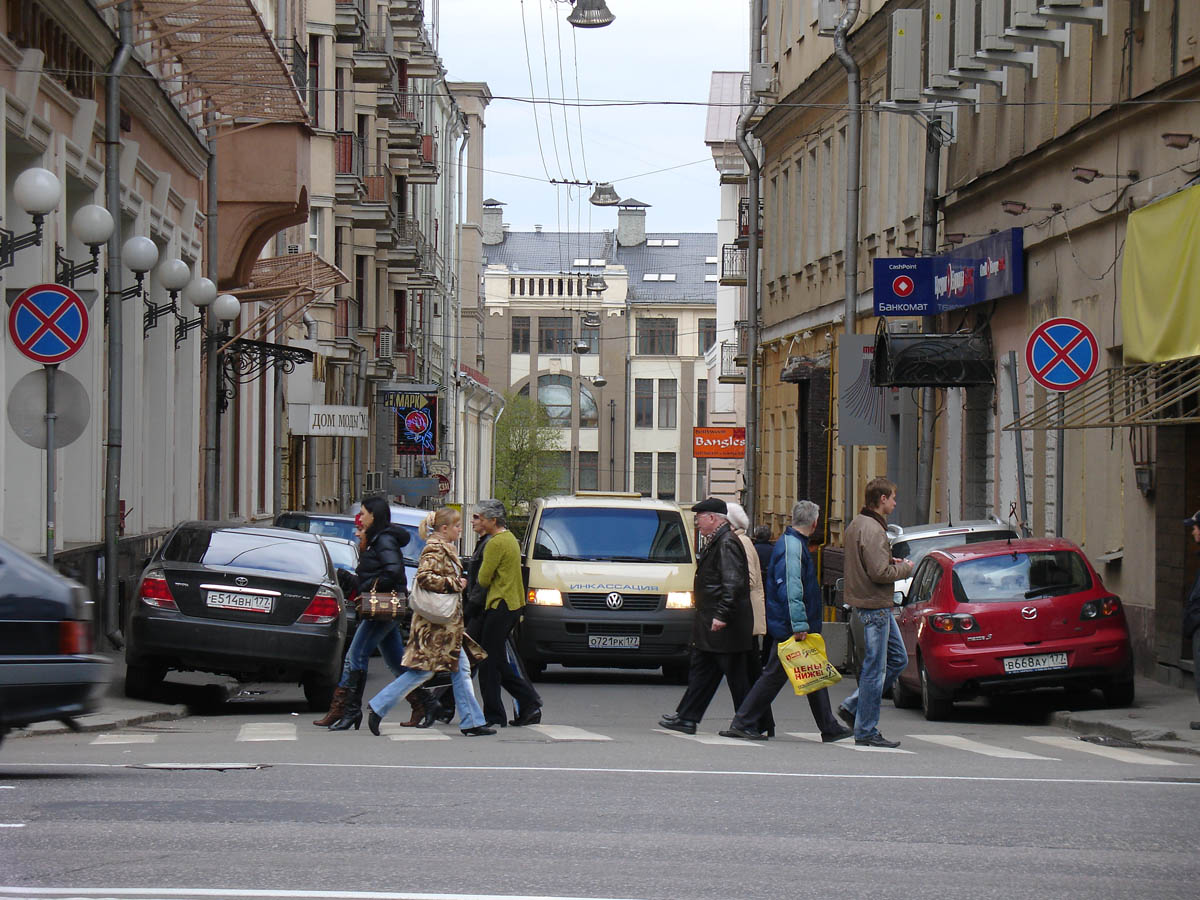
Автомобили, припаркованные с нарушениями правил парковки в Козицком переулке в центре Москвы, 2007 год.

До введения платной парковки в Москве в 2013 году в пределах Бульварного кольца и дальнейшего расширения её зоны охвата парковка автомобилей в центре Москвы была хаотичной и сопряженной с массовыми нарушениями правил стоянки автомобилей, что затрудняло движение по улицам города. Платная общегородская парковка впервые появилась в Москве 1 ноября 2012 года в рамках пилотного проекта на улицах Петровка и Каретный ряд. По результатам пилотного проекта было принято решение о повсеместном внедрении системы платных парковок в Москве с целью снижения количества случаев нарушения правил парковки, повышения скорости движения в зонах платной парковки, увеличения оборачиваемости парковочных мест, сокращения потоков личного автотранспорта в зонах платной парковки.
1 июня 2013 года в Москве была введена платная парковка в пределах Бульварного кольца. С 1 июня 2014 года платные парковки появились в районе «Москва-Сити», где впервые был применён дифференцированный тариф. С 1 августа 2014 года городская система платных парковок расширилась до границ Третьего транспортного кольца. В зону расширения вошли также улицы следующих районов: Пресненский, Арбат, Тверской, Дорогомилово и Хамовники. Также 25 декабря 2014 года организована новая территориальная зона платных парковок внутри Третьего транспортного кольца.
На сайте Моспаркинга, мэрии и портале Госуслуг была написана информация о нововведении. Объяснялись причины ввода платы за парковки, в качестве «аргумента» и оправдания приводились все большее и большее распространение личных автомобилей после распада СССР и улично-дорожная сеть, «изначально не создававшаяся под такое количество автомобилей». Также было приведено сравнение с другими странами и сказано, что у них меры сильно строже (например, в Лондоне, помимо стоянок за деньги, существует сбор за въезд в город через каждое его кольцо)..
За первые два года существования платной парковки в проект было вложено более 16 млрд рублей из бюджета города. Поступления же в городской бюджет за это же время составили 3,5 млрд рублей.
Несмотря на изначальные обещания вводить платные паркинги только в центре города Москва, спустя время цели, причины и задачи стали меняться, в конечном итоге, количество бесплатных мест стало уменьшаться, а платных - увеличиваться и увеличиваться. Зона и количество улиц, попадавших под плату, стало расти с каждым последующим годом.
В 2015 году зона платной парковки Москвы вышла за пределы Третьего кольца.
7 декабря 2016 года было сообщено, что зона платной парковки в Москве будет расширяться постоянно. 17 декабря 2016 года вопрос о расширении платных парковок был задан Президенту Путину на итоговой пресс-конференции. 26 декабря плата за парковки введена на 206 улицах Москвы в 47 районах.
Введение и расширение зоны платных парковок неоднократно вызывало протесты горожан: осенью 2015 года было проведено 12 протестных митингов, в декабре 2016 году акция против парковочной политики прошла на Пушкинской площади.
В октябре 2018 года «по просьбам жителей» парковка на десяти улицах района Новокосино на востоке Москвы стала платной. Наличие платной парковки позволило местным жителям оформить резидентные разрешения и продолжать парковать автомобили возле дома, в то время как для автомобилистов из других районов и области парковка перестала быть бесплатной.
В декабре 2018 года в Москве изменились правила пользования платными парковками, исходя из загруженности улиц и приоритетного права использования парковок местными жителями (резидентами). На основе рекомендаций Российского экономического университета им. Плеханова разработаны новые правила пользования городскими парковками и дифференциации тарифов по признаку загруженности улиц. Нововведения не затронули владельцев парковочных разрешений и льготников и вводились точечно на конкретных улицах.
Для решения проблемы перегруженности улиц и парковок в городе был определён комплексный подход и точечное изменение правил и тарификации для более детального регулирования трафика с учётом интересов местных жителей.
Так, почти 25 % уровня загруженности парковок создавали автомобили, припаркованные без оплаты в течение отведённых 15 бесплатных минут. Такие автомобили создавали дополнительный трафик, из-за чего страдали другие водители, которые не могли найти парковку. При этом 98 % автомобилистов оплачивают парковку с помощью мобильного приложения или СМС в течение нескольких минут. Время бесплатной парковки теперь составляет 5 минут.
Для 5 % парковочных мест Москвы изменились тарифы на парковку. Между Садовым и Третьим транспортным кольцом, а также за ним стоимость парковки в 40 и 60 рублей в час сохранилась. Изменения произошли на улицах внутри Садового кольца и лишь на нескольких точках у ТТК, где наблюдалась сильная загруженность. При этом стоимость менялась только днём с 8:00 до 21:00, ночью тариф остался прежним.
Лишь на 1,9 % улиц города установлен повышенный тариф — 380 рублей. Это улицы возле Москва-Сити, Тверской, Арбата и Патриарших прудов, а также Петровка, Неглинная, Романов переулок и другие. Также на этих улицах парковка в воскресенье стала платной. При этом в дни государственных праздников даже на этих улицах автомобили можно по-прежнему оставить бесплатно. Для местных жителей (резидентов) — ничего не поменялось.
Благодаря этим мерам местные жители и автомобилисты, приезжающие ненадолго в центр, получили больше возможностей найти место для автомобиля на улице.
Также по инициативе Мосгордумы с 9 января 2019 года был увеличен штраф за неоплату парковки до 5000 рублей.
Кроме того, с июня 2019 года для водителей, которые не нарушают правила парковки, в мобильном приложении стали доступны такие полезные функции, как возможность продления парковочной сессии после ее завершения, замена неверного номера автомобиля или парковочной зоны до 23:59 текущего дня.
17 февраля 2020 года платные парковки были введены ещё на 80 улицах Москвы в районах: Беговой, Внуково, Таганский, Басманный, Головинский, Даниловский, Люблино, Марьина Роща, Митино, Нагатино-Садовники, Новогиреево, Рязанский, Южнопортовый, Соколиная Гора, Северное и Южное Тушино.
С 24 декабря 2021 года на самых загруженных улицах в самом центре Москвы установлен новый тариф – с 8:00 до 21:00 — 450 руб./час, с 21:00 до 8:00 — 200 руб./час (включая воскресенье).
7 ноября 2023 года на 3,5% улиц с платными парковками изменились тарифы на парковку. На 7 улицах цена была снижена. Действующая тарифная сетка — максимальный тариф 450 руб. в час — осталась прежней. Также с 7 ноября 2023 года в зону платной уличной парковки вошел 21 участок улиц «по просьбам местных жителей». Муниципальные депутаты согласовали изменения.
22 января 2024 года по согласованию с муниципальными депутатами 50 участков улиц вошли в зону резидентных разрешений. Также 22 февраля в зону действия парковочных разрешений вошел еще 31 участок улиц, в том числе и отдельные дома.
С 1 июля 2024 года на 31 улице установлен тариф 600 руб./час.
5 августа 2024 года плата за паркинг введена еще на 88 участках улиц.
1 ноября 2024 года новые улицы вошли в зону платной парковки.
В 2025 году зона платной парковки в Москве расширится еще в три этапа: в июне, в августе и в октябре. 20 июня в зону действия динамического тарифа вошли 58 улиц.

## Стоимость парковки
В пределах Бульварного кольца с 10 августа 2015 года был введён дифференцированный тариф (первый час парковки — 80 рублей, каждый последующий — 130 рублей), действующий с 8 до 20 часов. В остальное время стоимость парковки составляет 80 рублей в час. Стоимость парковки в пределах Садового кольца составляет 60 рублей в час, от внешней границы Садового кольца до Третьего транспортного кольца стоимость часа парковки составляет 40 рублей в час. Также в пределах «Москва-Сити» с 3 августа 2015 года стоимость первого часа составляет 80 рублей за час, далее — 130 рублей в час..
Со 2 декабря 2016 года введён новый тариф на парковку на 133 центральных улицах Москвы в связи с отсутствием свободных парковочных мест на них в течение практически всего дня. На отдельных и самых загруженных участках парковки на центральных улицах (Неглинной, Малой Бронной, Петровке и др.) стоимость парковки составляет от 50 рублей за первые полчаса до 200 рублей в час. Данная мера должна по замыслу инициаторов данного решения увеличить оборачиваемость парковочных мест на самых загруженных участках парковки. На части улиц Бульварного кольца стоимость получаса парковки составляет 50 рублей, далее плата составит 150 рублей в час. На некоторых улицах внутри Садового кольца первый час — 60 рублей, каждый последующий час — 100 рублей. На части улиц внутри Третьего транспортного кольца стоимость парковки повысится до 60 рублей в час. За Третьим транспортным кольцом тариф на парковку остался без изменений. Решение властей Москвы об увеличении платы за парковку последовало после рекомендации специалистов Московского автодорожного института (МАДИ) существенно повысить стоимость парковки в городе.
В декабре 2018 года для 5 % парковочных мест Москвы изменились тарифы на парковку. Между Садовым и Третьим транспортным кольцом, а также за ним стоимость парковки в 40 и 60 рублей в час сохранилась. Изменения произошли на улицах внутри Садового кольца и лишь на нескольких точках у ТТК, где наблюдалась сильная загруженность. При этом стоимость менялась только днём с 8:00 до 21:00, ночью тариф остался прежним.
Тариф на парковку сформирован не в зависимости от зон, а от конкретной загрузки улиц. Минимальная стоимость парковки в центре составляет 80 рублей в час — это улицы между Садовым и Бульварным кольцами. Парковка с дифференцированным тарифом — 50 рублей за первые 30 минут, затем 150 рублей в час — на более загруженных улицах Садового кольца. На улицах внутри Бульварного кольца тарифы составляют 100 и 200 рублей в час.
Лишь на 1,9 % улиц города установлен повышенный тариф — 380 рублей. Это улицы возле Москва-Сити, Тверской, Арбата и Патриарших прудов, а также Петровка, Неглинная, Романов переулок и другие. Также на этих улицах парковка в воскресенье стала платной. При этом в дни государственных праздников даже на этих улицах автомобили можно по-прежнему оставить бесплатно. Для местных жителей (резидентов) — ничего не поменялось
С 24 декабря 2021 года на самых загруженных улицах в самом центре Москвы установлен новый тариф – с 8:00 до 21:00 — 450 руб./час, с 21:00 до 8:00 — 200 руб./час (включая воскресенье).
С 1 июля 2024 года на 31 улице Москвы дневной тариф повышен до 600 руб./час.
С 16 сентября 2024 года в Москве тестируется динамический тариф.

### Доходы Москвы от парковок и штрафов

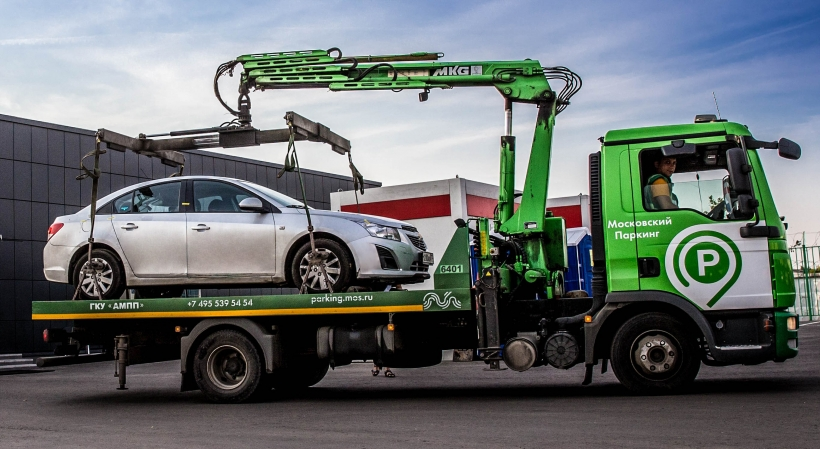
Эвакуация неправильно припаркованного автомобиля на специализированную стоянку (штрафстоянку).

| Год  | Доходы от городских парковок, руб. | Штрафы за нарушение правил парковки, руб. | Источники          |
| ---- | ---------------------------------- | ----------------------------------------- | ------------------ |
| 2012 | 4 млн                              | 2,86 млрд                                 | [ комм. 1 ] [ 16 ] |
| 2013 | нет данных                         | 2,86 млрд                                 |                    |
| 2014 | 2,09 млрд                          | 2,86 млрд                                 | [ 17 ]             |
| 2015 | 3,45 млрд                          | 2,86 млрд                                 | [ 17 ]             |
| 2016 | 4,37 млрд                          |                                           | [ 18 ]             |
| 2017 | 5,3 млрд                           |                                           | [ 19 ]             |
| 2018 | 4,24 млрд                          |                                           | [ 20 ]             |
| 2019 | 4,45 млрд                          |                                           | [ 20 ]             |

## Оплата парковки

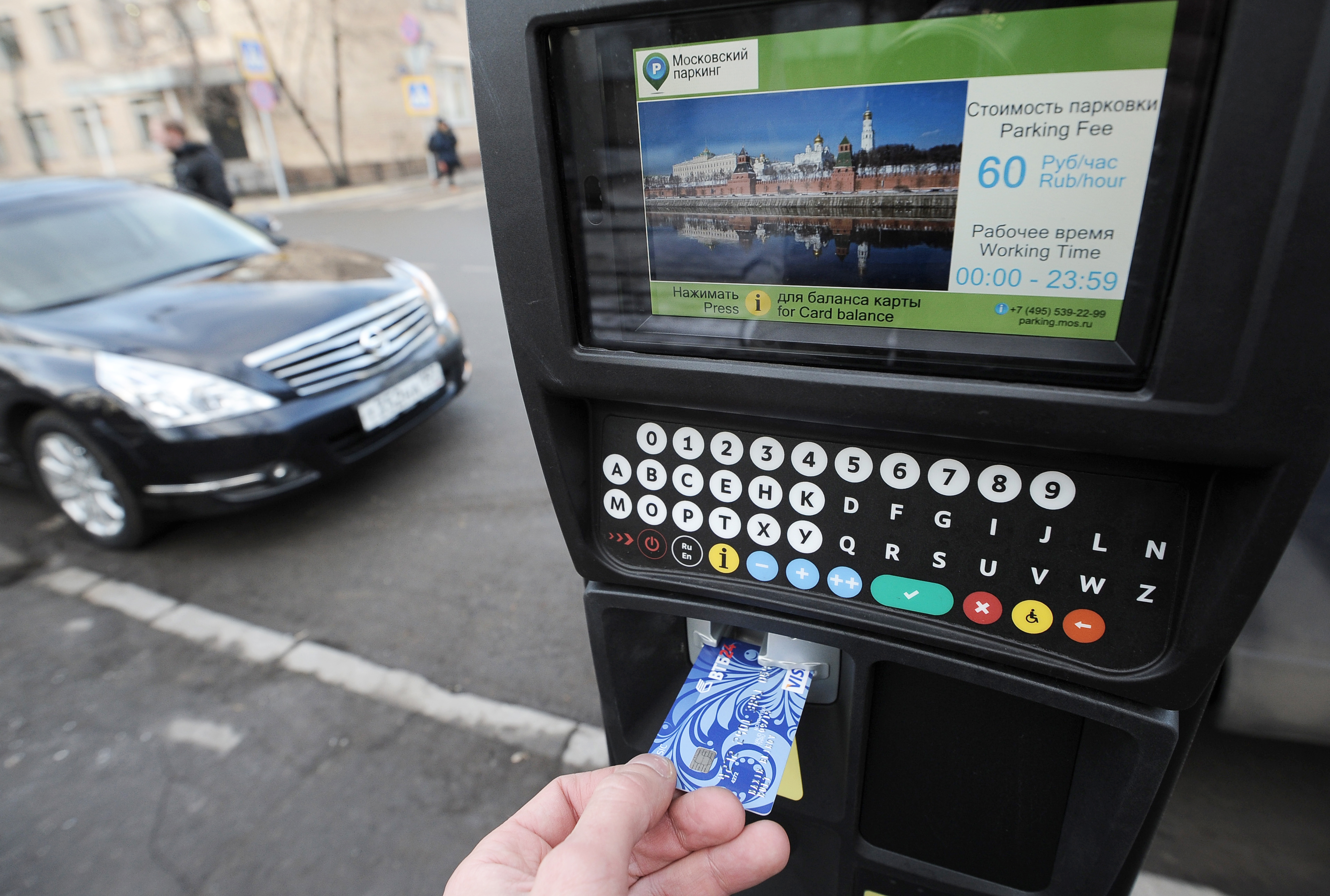
Оплата парковки в Москве может быть произведена в паркомате наличными или банковской картой.

Оплатить парковку в зоне платной городской парковки возможно следующими способами: SMS-сообщением на номер 7757, через веб-портал или мобильное приложение «Парковки Москвы», через мобильное приложение «Яндекс.Навигатор», электронным кошельком VisaQiwiWallet, через парковочный автомат (паркомат). Оплата парковки должна быть произведена не позднее 5 минут (с 15.12.2018г) после парковки автомобиля в зоне платной городской парковки. При оплате парковки через SMS и мобильное приложение «Парковки Москвы» тарификация происходит поминутно. Таким образом, если парковочная сессия завершается досрочно, деньги за неиспользованное время стоянки сохраняются на парковочном счете и могут быть использованы для оплаты следующих парковочных сессий. Размер штрафа за неоплату парковки — 5 000 руб..

## Льготная и бесплатная парковка

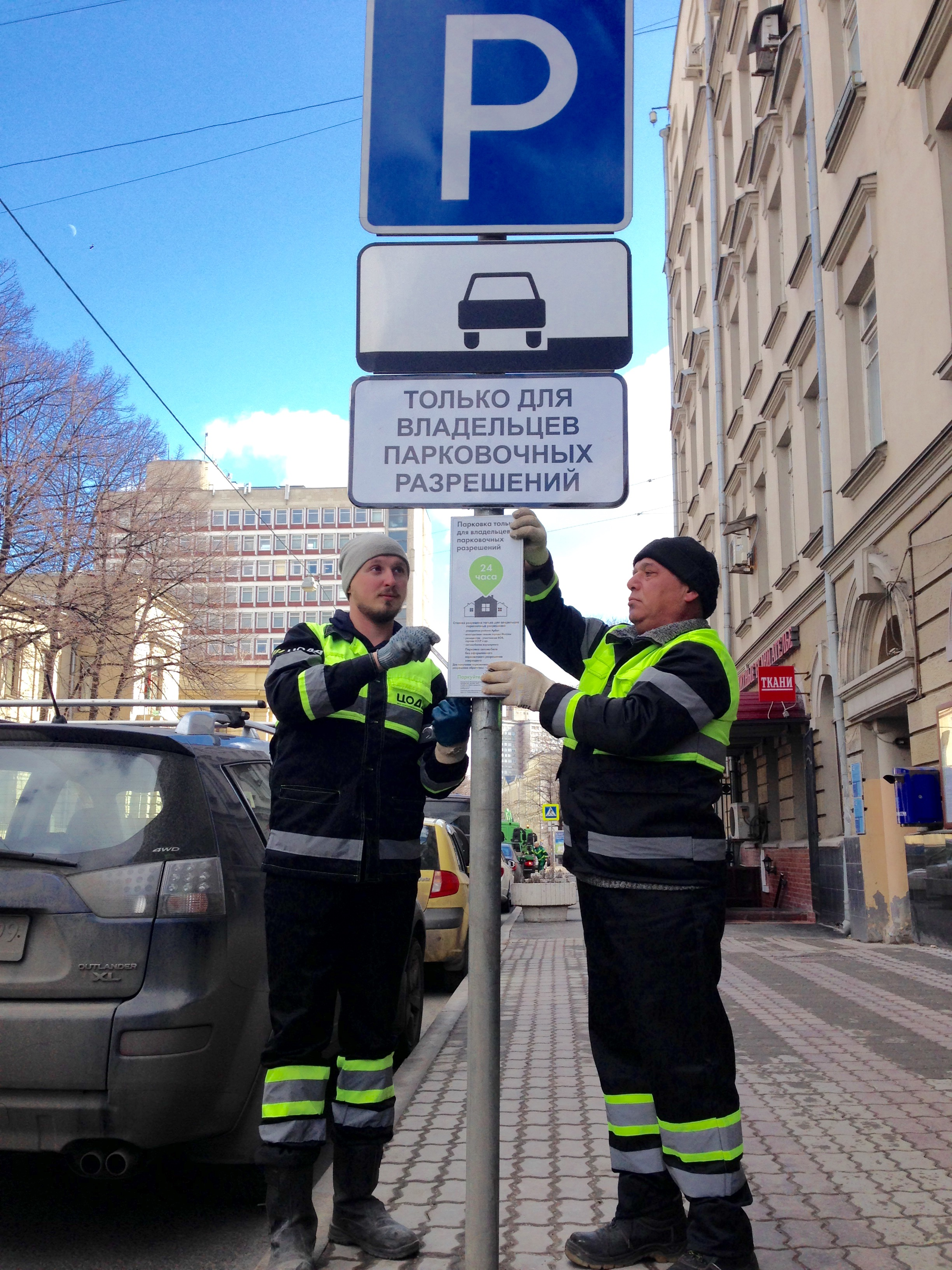
Дорожный знак 8.9.1 «Стоянка только для владельцев парковочных разрешений» указывает на исключительное право владельцев резидентных разрешений парковаться у своих домов.

Парковка по нерабочим воскресениям бесплатна на улицах Москвы, кроме улиц, на которых действует повышенный тариф 380 и 450 рублей в час, парковка в дни государственных праздников бесплатна на всех уличных парковках города.
В настоящее время жителям зоны платных парковок предоставляется право бесплатной парковки на улицах в пределах муниципального района проживания, на территории которой расположено жилое помещение резидента с 20:00 до 8:00. Для получения этого права необходимо оформить парковочное разрешение. За плату размером 3000 рублей в год владелец парковочного разрешения получает возможность парковаться в остальное время (с 08:00 до 20:00). Для многодетных семей с правом одного парковочного разрешения на семью предусмотрена возможность бесплатной и круглосуточной парковки в пределах всей зоны платных городских парковок. Парковочные разрешения инвалида дают право бесплатной круглосуточной парковки на парковочных местах, отмеченных знаком 8.17 «Инвалиды» и разметкой 1.24.3.

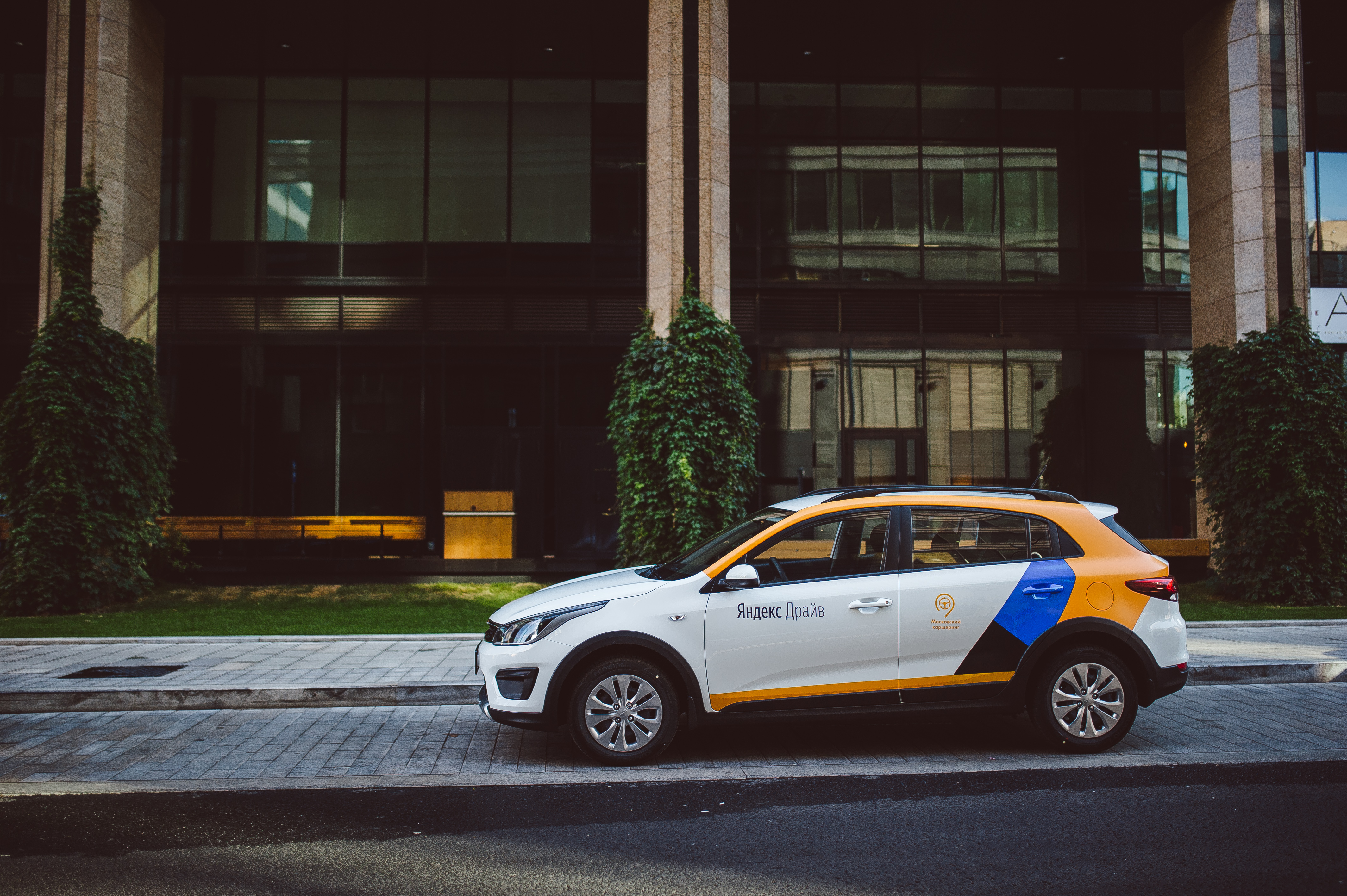
Для автомобилей московского каршеринга предусмотрены льготные парковочные абонементы, что позволяет клиентам сервисов каршеринга не платить за уличную парковку в Москве. На фото автомобиль сервиса «Яндекс.Драйв», припаркованный возле бизнес-центра.

Пользователям отдельных каршеринговых сервисов в Москве разрешается оставлять арендуемые автомобили в зоне городской парковки бесплатно.
С автомобилей экстренных оперативных служб плата за парковку также не взимается. К таким службам в соответствии с постановлением Правительства Москвы относятся: скорая медицинская помощь, органы противопожарной охраны, полиция, военная автомобильная инспекция, аварийно-спасательные службы, органы Федеральной службы безопасности, следственные органы Следственного комитета. Автомобили перечисленных служб и органов должны иметь опознавательные знаки, надписи и цветографическую окраску. Правительством Москвы также определены некоторые другие категории владельцев автотранспортных средств, освобождённых от оплаты парковки в Москве.
Также бесплатные парковочные места организованы около социальных объектов в Москве: больниц, поликлиник, храмов, медицинских научно-исследовательских институтов и так далее. Такие парковочные места обозначены специальными информационными табличками, а режим бесплатной парковки на них действует в круглосуточном режиме.

## Другие виды парковок

### Плоскостные парковки

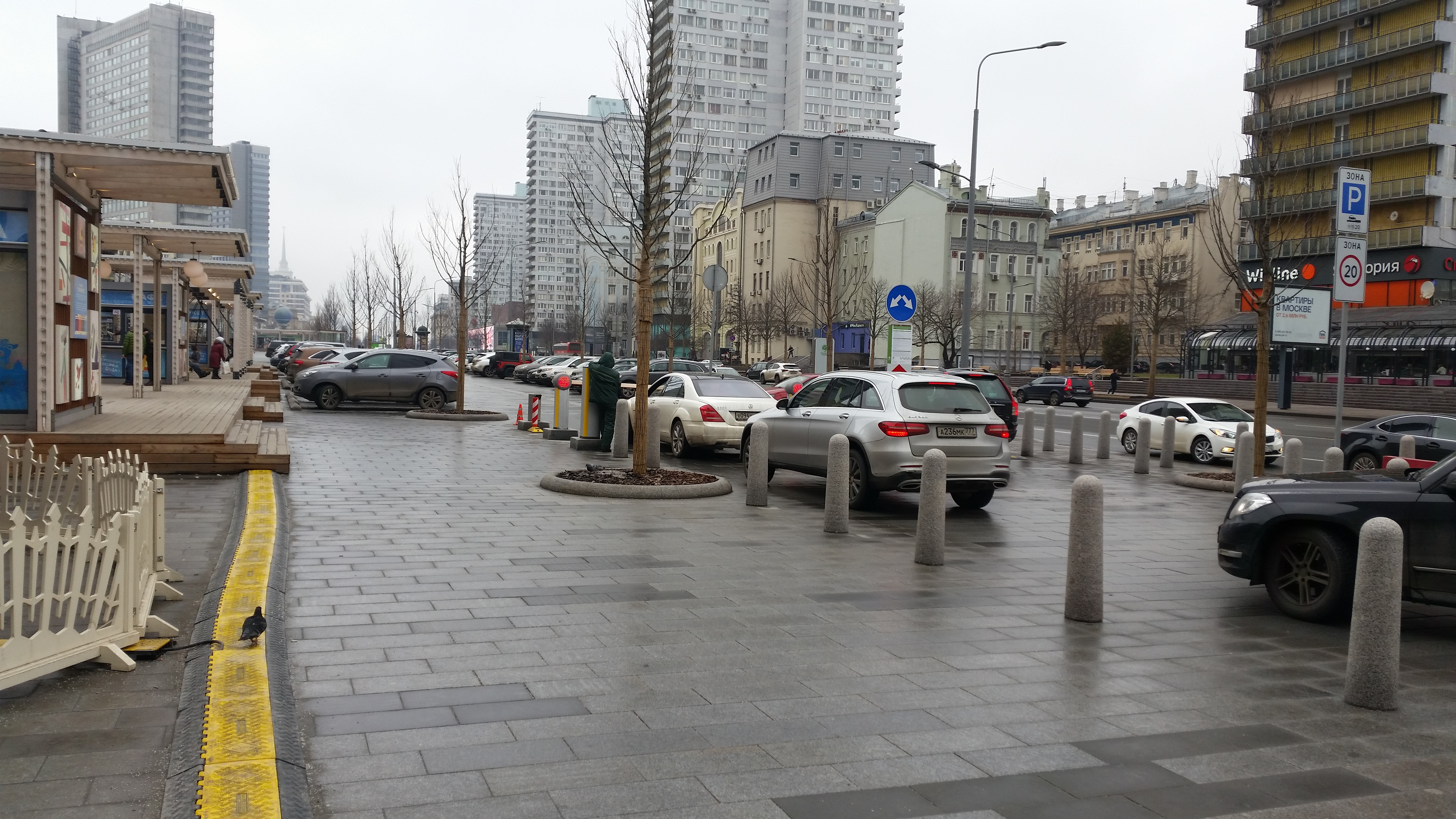
Въезд на плоскостную городскую парковку на Новом Арбате в Москве.

Плоскостные парковки появились в Москве в 2012 году. Первые шесть таких парковок открылись на Новом Арбате 23 ноября. Работа плоскостных парковок закрытого типа регламентируются постановлением Правительства Москвы № 533-ПП «О платных городских плоскостных парковках закрытого типа города Москвы» и функционируют в платном режиме в выходные и праздничные дни. Въезд и выезд с такой парковки осуществляется по парковочным билетам. В настоящее время в Москве действует 75 таких парковок.

### Абонементные парковки
1 июля 2016 года открылись первые восемь плоскостных парковок со шлагбаумом абонементного типа в пяти округах города на улицах Болотная, Плеханова, Капотня, Цимлянская, а также в Красностуденческом проезде, на Мичуринском проспекте, Рублевском и Хорошевском шоссе. В настоящее время в Москве действует 17 таких парковок.

### Перехватывающие парковки

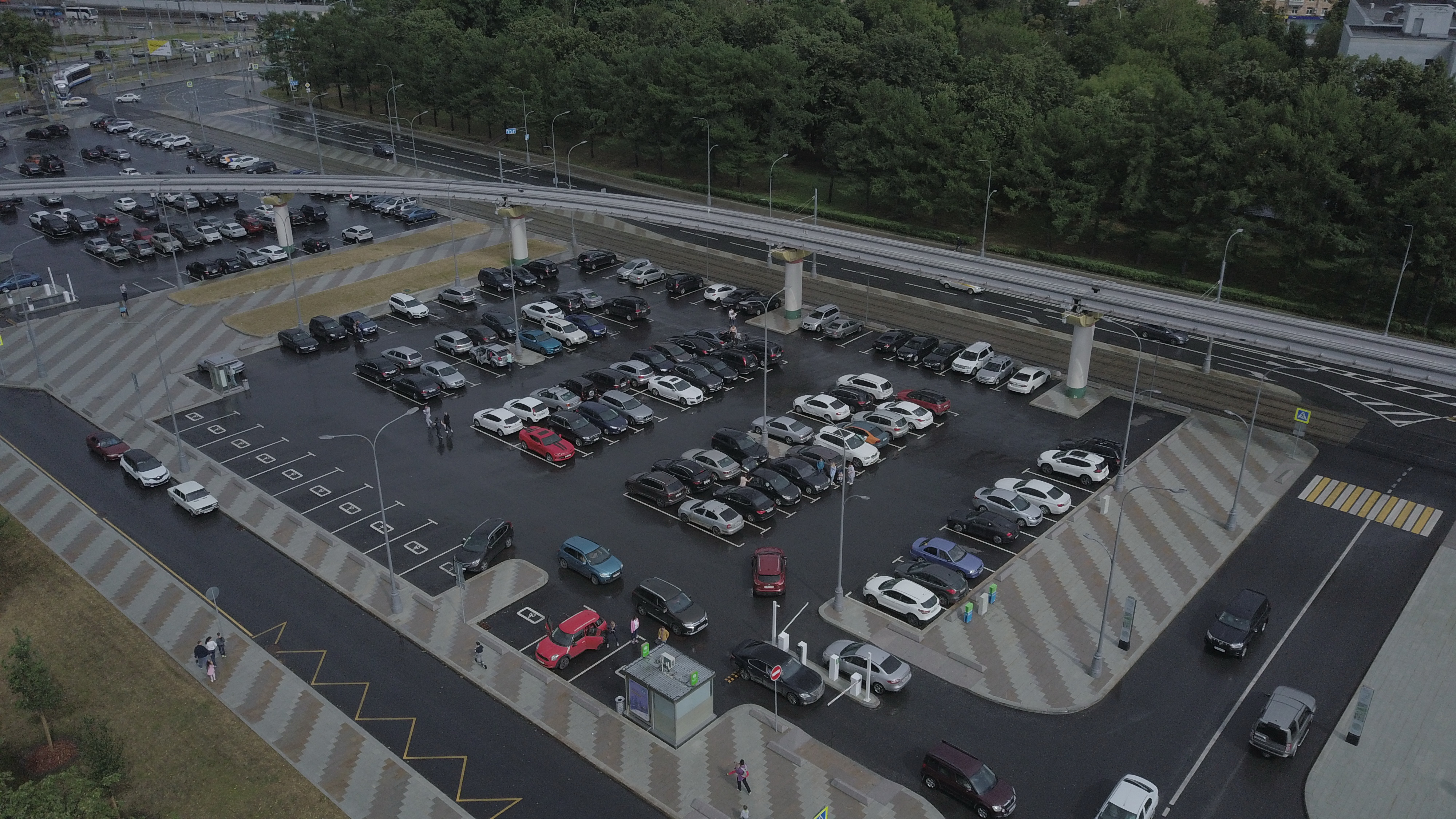
Плоскостная парковка на ВДНХ

В настоящее время в Москве действует 35 перехватывающих парковок около станций метро, МЦК, МЦД и транспортно-пересадочных узлов. На таких парковках можно припарковаться бесплатно при условии постановки транспортного средства на парковку с 5:30 до 02:00 и при валидации проездного билета не менее чем на 2 поездки на метро. Первая поездка должна начинаться с ближайшей к парковке станции метро. В остальных случаях стоимость часа парковки с 6:00 до 22:00 составит 50 рублей, а с 22:00 до 6:00 — 100 рублей за весь период

### Для легкового такси

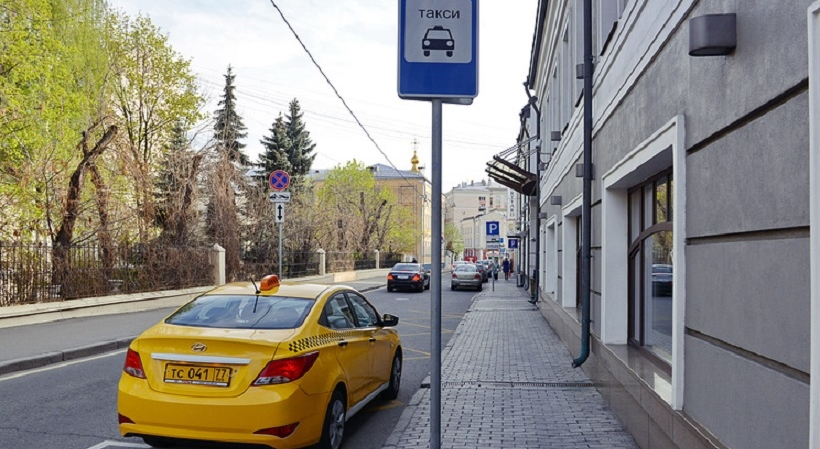
Обозначенное дорожным знаком и разметкой специальное место стоянки легкового такси в Москве.

В Москве распространены специальные стоянки легкового такси. Ими могут пользоваться только легальные таксомоторные перевозчики. При этом на транспортных средствах обязательно должны быть опознавательный фонарь оранжевого цвета, цветографическая схема легкового такси и другая информация, требуемая федеральным законодательством. Места стоянки легкового такси обозначаются дорожным знаком 5.18 «Место стоянки легковых такси» или дорожной разметкой 1.17 «Место остановки маршрутных транспортных средств и стоянки такси» в соответствии с Правилами дорожного движения России. Штраф за парковку на стоянках такси для всех иных категорий транспортных средств составляет 3000 рублей с последующей платной эвакуацией такого транспортного средства.

### Для грузового транспорта
С 30 октября 2014 года в зонах высокой торговой активности в пределах Садового кольца организованы специальные парковочные места для разгрузки-погрузки грузового транспорта, имеющего разрешённую максимальную массу более 1,5 тонн. Такие специальные парковки организованы на улицах, где отсутствует возможность проведения разгрузочно-погрузочных работ вне улично-дорожной сети. Кроме того, парковки организованы в начале пешеходных улиц, чтобы максимально сократить дистанцию ручной доставки грузов от грузового автомобиля до торговых объектов, расположенных на пешеходных улицах. На местах для разгрузки-погрузки грузового транспорта действуют специальные тарифы — первые полчаса стоят от 20 до 190 рублей, с 31-й минуты тариф увеличивается до 1000 рублей в час. Размещение на таких местах транспортных средств других типов запрещено.

### Для автобусов
На городских парковках также предусмотрены специальные места для автобусов, которые располагаются рядом с популярными у гостей столицы точками притяжения — возле парков, музеев, галерей и других туристических объектов. На этих парковках также действует дифференцированный тариф: первые полчаса парковки стоят от 20 до 190 рублей, с 31 минуты стоимость возрастает до 1000 рублей в час. Такой тариф предназначен для того, чтобы мотивировать водителей автобусов не занимать надолго парковочные места: 30 минут хватает, чтобы высадить пассажиров и уехать, освободив парковку для других автобусов.

### Для электромобилей
В 2017 году в Москве впервые появились специальные парковочные места с зарядными станциями для гибридных и электромобилей, имеющих возможность зарядки от внешнего источника. Данные парковки, вмещающие два парковочных места для электромобилей, впервые появились на следующих улицах: Красная Пресня, Остоженка, Бахрушина, Малая Дмитровка, Большая Бронная, а также в Глинищевском и Большом Николоворобинском переулках. Помимо указанных специальных мест электромобили могут парковаться на всей территории платных уличных парковок бесплатно.

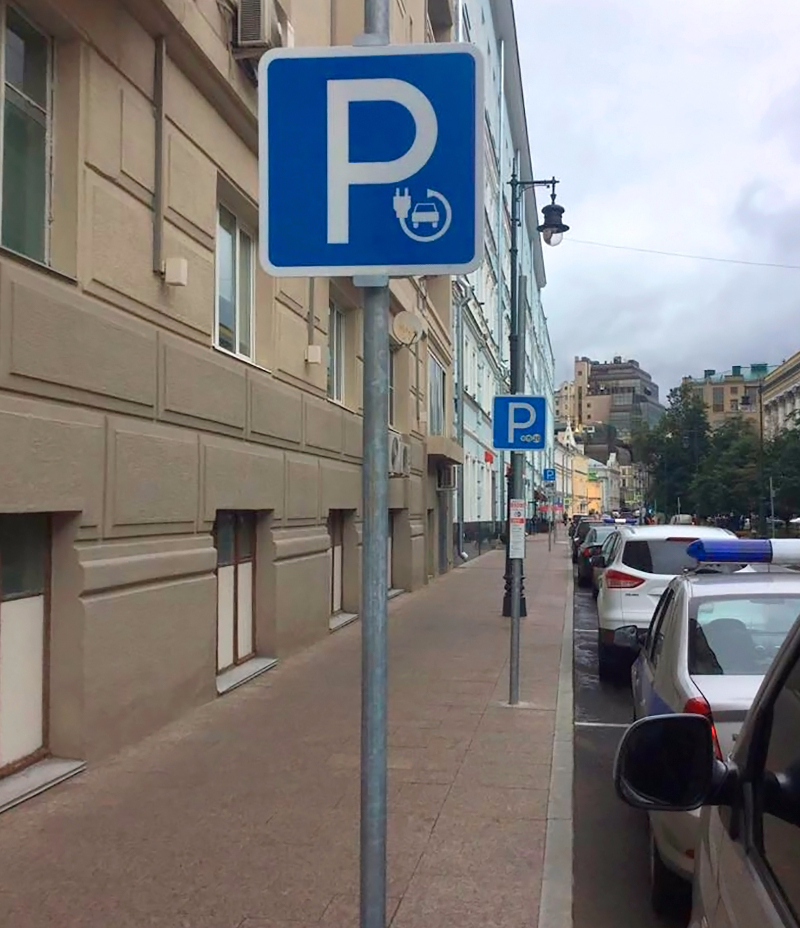
Дорожный знак 8.4.3.1 «Парковка только для электромобилей», совмещенный со знаком 6.4 «Парковка», в Москве.
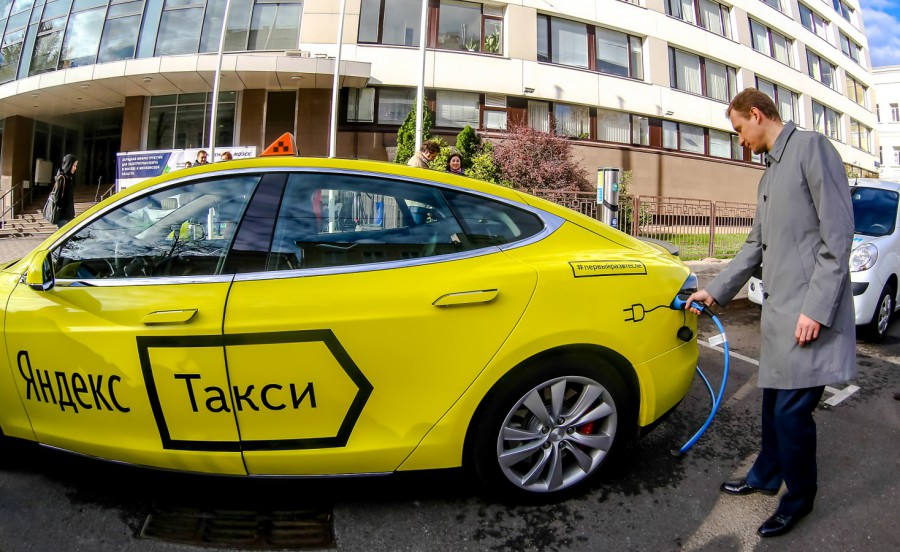
Некоторые общедоступные парковки в Москве также оснащены устройствами зарядки электромобилей.
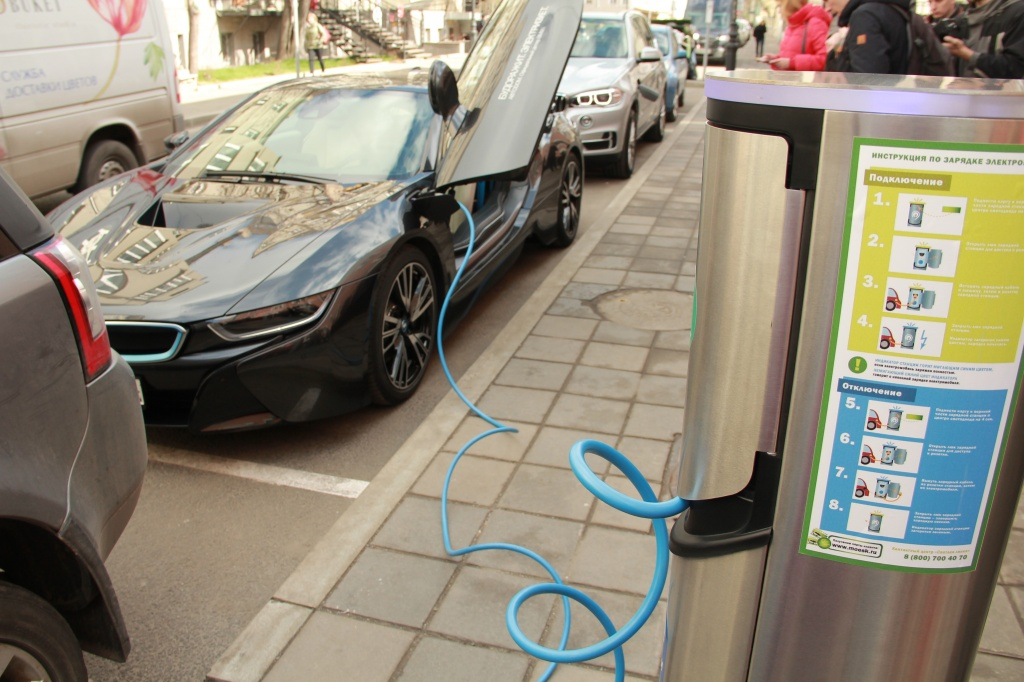
Процесс электрической зарядки автомобиля BMW i8 в Москве на уличной парковке. Оператором изображённой станции является ПАО «МОЭСК». Зарядка автомобиля на такой станции активируется с помощью специальной карты с чипом.

## Мобильное приложение «Парковки Москвы»

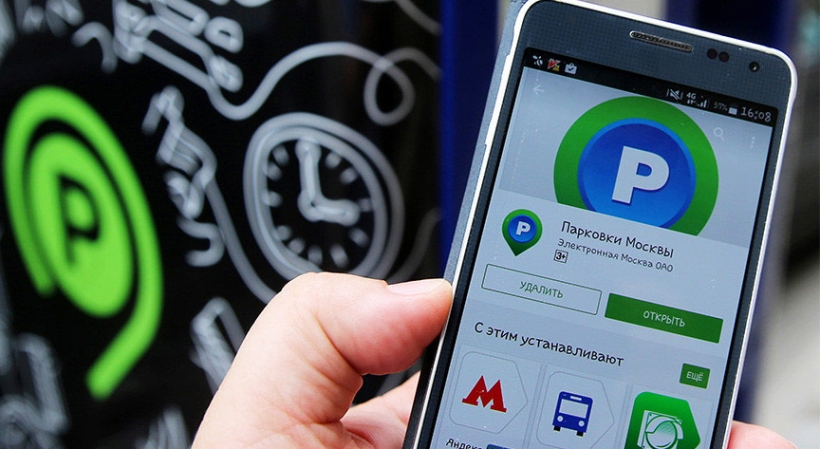
Мобильное приложение «Парковки Москвы».

Мобильное приложение «Парковки Москвы» предназначено для помощи автомобилистам в поиске и оплате парковки в Москве. По состоянию на конец 2016 года парковку в Москве через мобильное приложение оплачивают 75 % водителей. Чуть более чем за год доля водителей, оплачивающих парковку через приложение, увеличилась на 10 процентных пунктов с 65 %. Помимо указанных основных функций приложение предоставляет пользователю возможность получать информацию о штрафах за нарушение правил дорожного движения и оплачивать их, а также при эвакуации автомобиля определять спецстоянку, на которой хранится эвакуированный автомобиль.

## Критика
В 2015 году законность введения платной парковки в Москве была оспорена в Мосгорсуде и Верховном Суде РФ. В 2014 году житель Москвы адвокат Евгений Именитов столкнулся с платной парковкой, введенной около его дома, и штрафом 2,5 тыс. за ее неоплату. После этого он обратился с иском в Мосгорсуд с требованием признать незаконными нормативные акты, вводящие платный паркинг, — постановление правительства Москвы и приказ департамента транспорта столицы.
Евгений Именитов оспаривал пп. 2, 3.1.4, 3.2, 3.3, 3.4, 10.1, 10.3 постановления Правительства Москвы от 17 мая 2013 года № 289-ПП "Об организации платных городских парковок в г. Москве", пп. 28, 29 приложения к приказу Департамента транспорта и развития дорожно-транспортной инфраструктуры г. Москвы от 5 декабря 2014 года № 61-02-348/4 "Об утверждении дополнительной территориальной зоны организации платных городских парковок в границах города Москвы".
Исковые требования были мотивированы тем, что столичные власти ввели платные парковки в нарушение федерального законодательства. Закон об автомобильных дорогах гласит, что паркинги должны быть конструктивно отделены от дорожного полотна, для них нужно создавать заездные карманы и другую инфраструктуру. Мэрия Москвы, в свою очередь, просто установила знаки и разметку на уже существующих улицах. Кроме того, при организации платных паркингов не проводилось публичных слушаний, хотя это предусмотрено законом о местном самоуправлении для проектов планировки территорий, считает адвокат. Еще одна претензия заключается в том, что взимание платы с помощью резидентных разрешений — это не просто плата за парковку, а новый вид сбора (поскольку жителю никто не гарантирует свободное место). Любые сборы, по мнению заявителя, могли вводиться только Налоговым кодексом РФ. Плата за парковку – это сбор, то есть одна из форм налога, который может быть установлен только и исключительно налоговым кодексом. Но такой сбор, уже установлен и собирается отдельно — это транспортный налог. Данные претензии были отвергнуты представителем правительства Москвы Екатериной Корчемагиной, которая пояснила, что в 2015 году были внесены изменения в действующие правила дорожного движения, разрешившие вводить платные парковочные места только знаком и разметкой, без создания парковочных карманов и прочей инфраструктуры.
Мосгорсуд в мае 2015 отказал в удовлетворении иска, после чего  Именитов обратился в Верховный Суд РФ с апелляцией, которая рассматривалась 28 октября 2015 года.
Выслушав мнения сторон, судья Верховного Суда РФ Владимир Хаменков оставил решение Мосгорсуда в силе, отказав, таким образом, в удовлетворении жалобы Евгения Именитова и поддержав правительство Москвы (Дело № 5-АПГ15-62).

## Фотогалерея

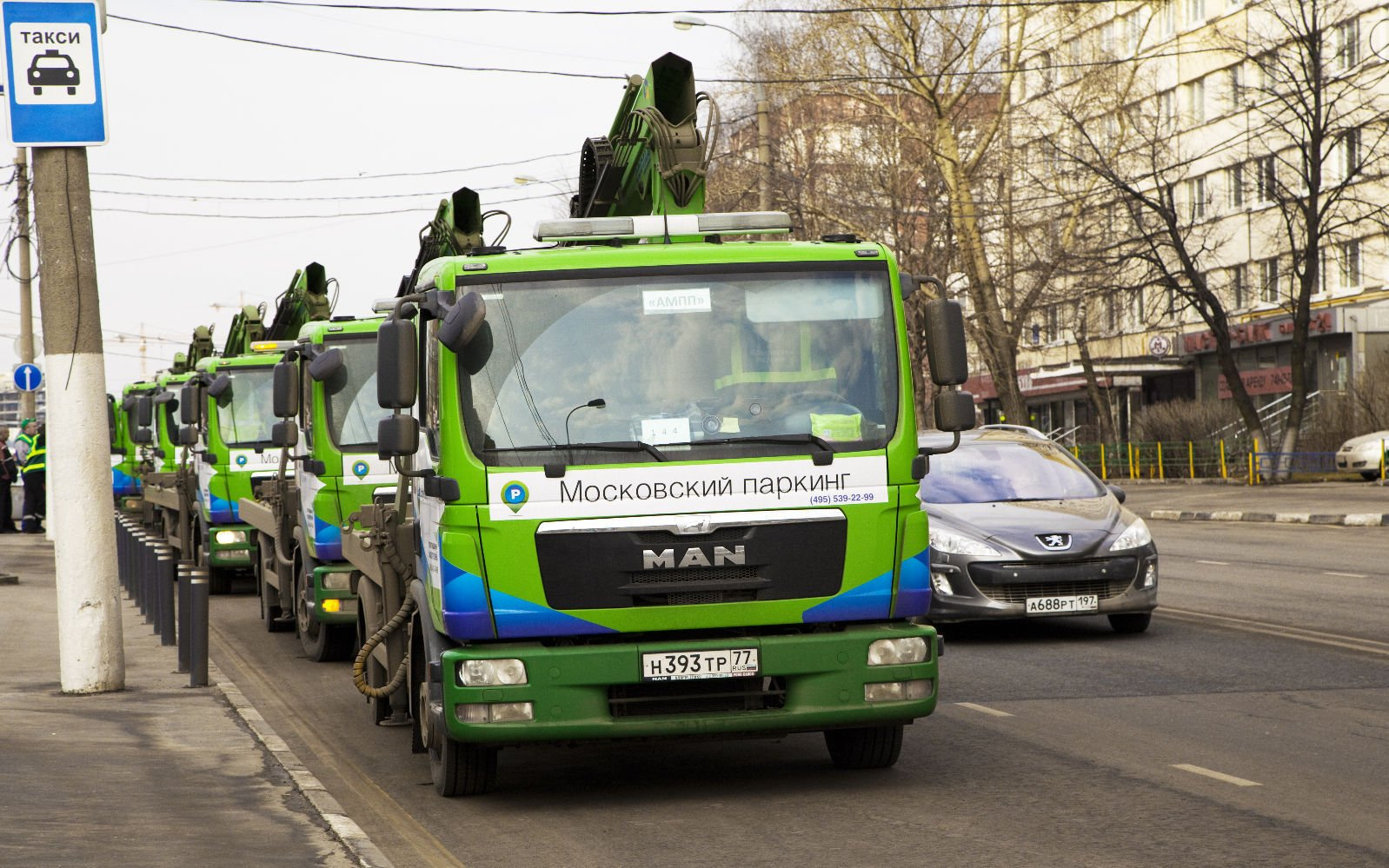
При эвакуации неправильно припаркованных автомобилей в Москве задействуются эвакуаторы «Московского паркинга», прозванные «крокодилами»[49].
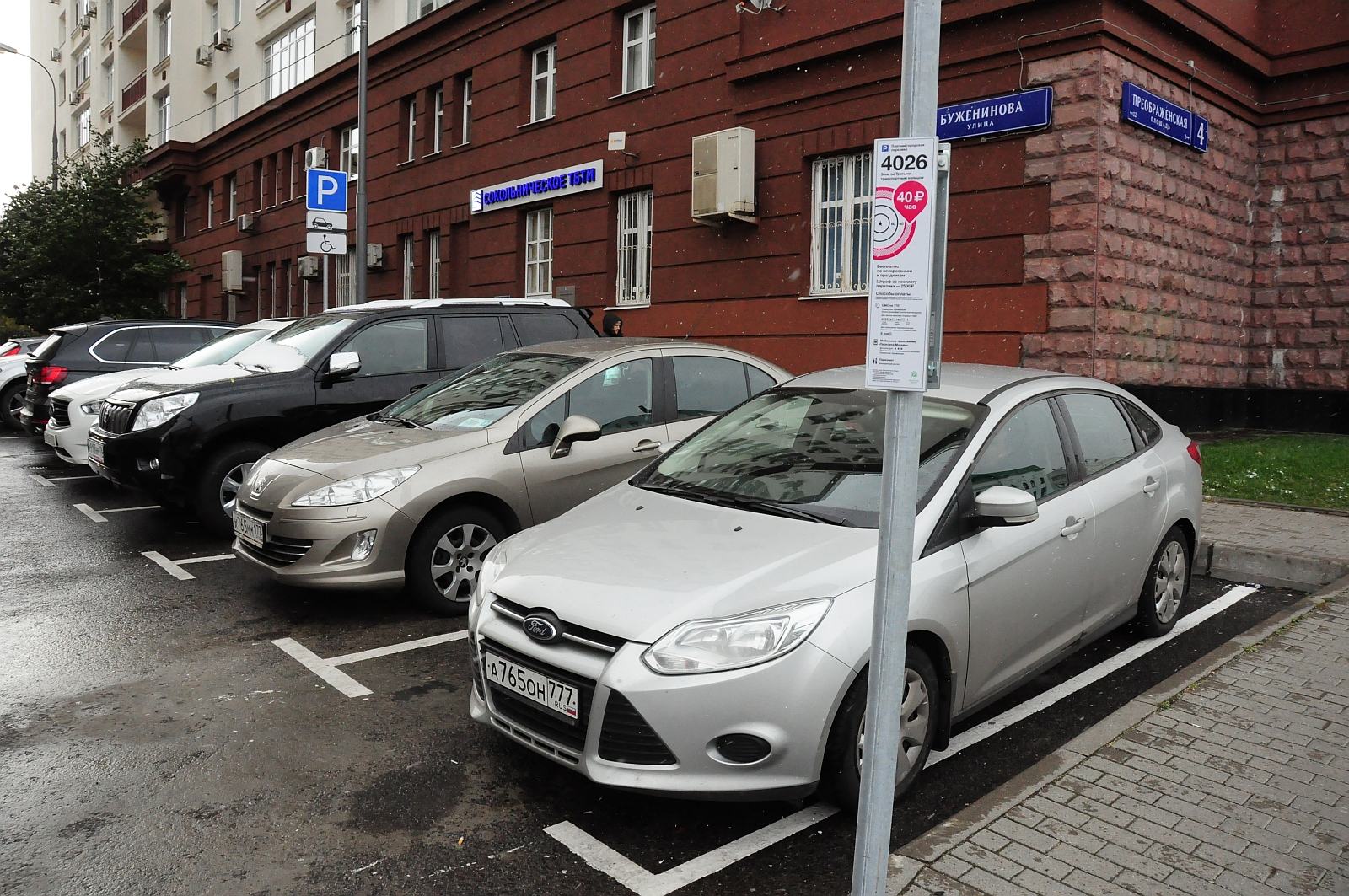
Типичная московская парковка на пересечении улицы Буженинова и Преображенской площади.
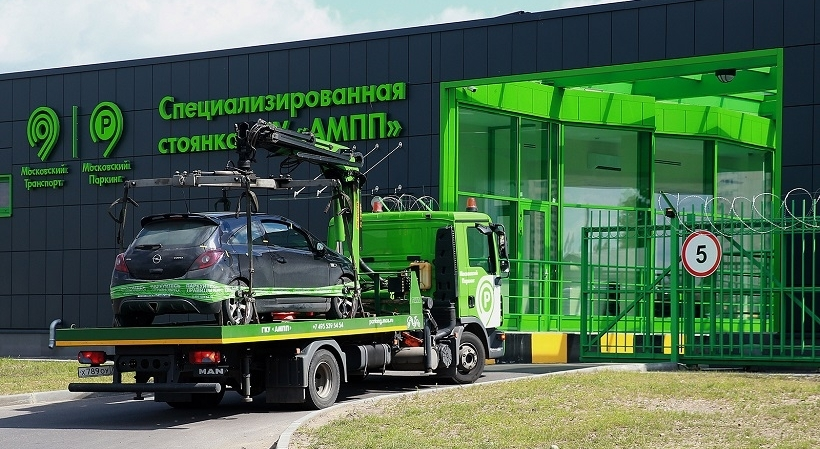
Специализированная стоянка для хранения эвакуированных автомобилей ГКУ АМПП на Южнопортовой улице в Москве. Вмещает 1 682 автомобиля, 56 из которых — грузовые.
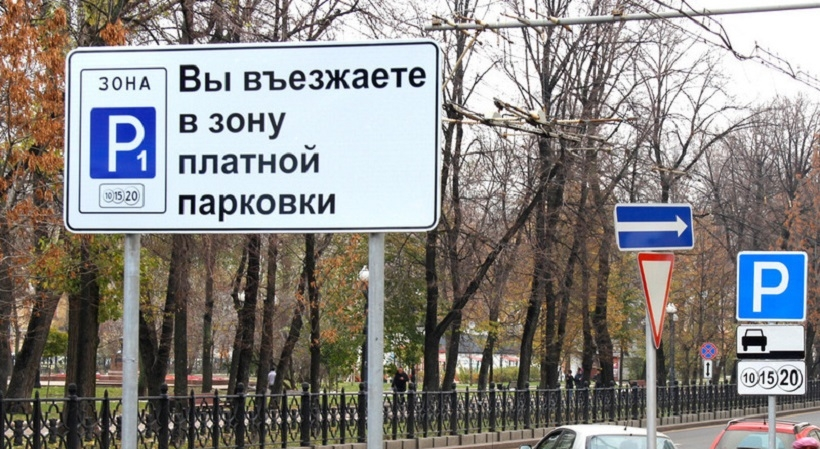
Информационный щит, оповещающий водителей о въезде в зону платной парковки.
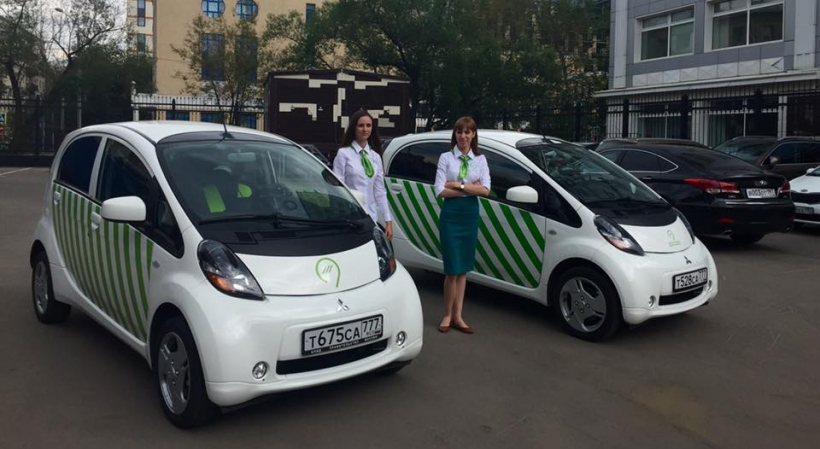
Мобильные комплексы ЦОДД, осуществляющие фотовидеофиксацию нарушений правил парковки в автоматическом режиме на базе электромобилей Mitsubishi i MiEV.
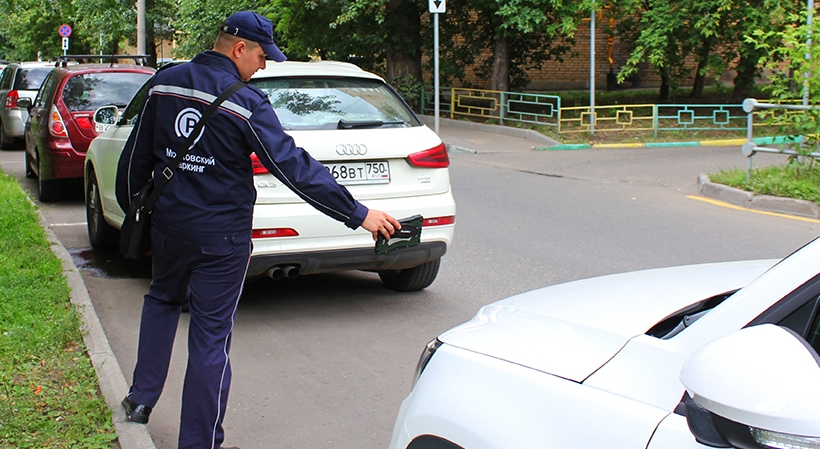
Инспектор ГКУ АМПП, выявляющий нарушителей правил остановки и стоянки, а также проверяющий оплату парковки в Москве.